# چاولیان
چاولیان (به انگلیسی: Chawli) یک منطقهٔ مسکونی در پاکستان است که در پنجاب واقع شده‌است. چاولیان ۴۰۳ متر بالاتر از سطح دریا واقع شده‌است.